# Río Vero

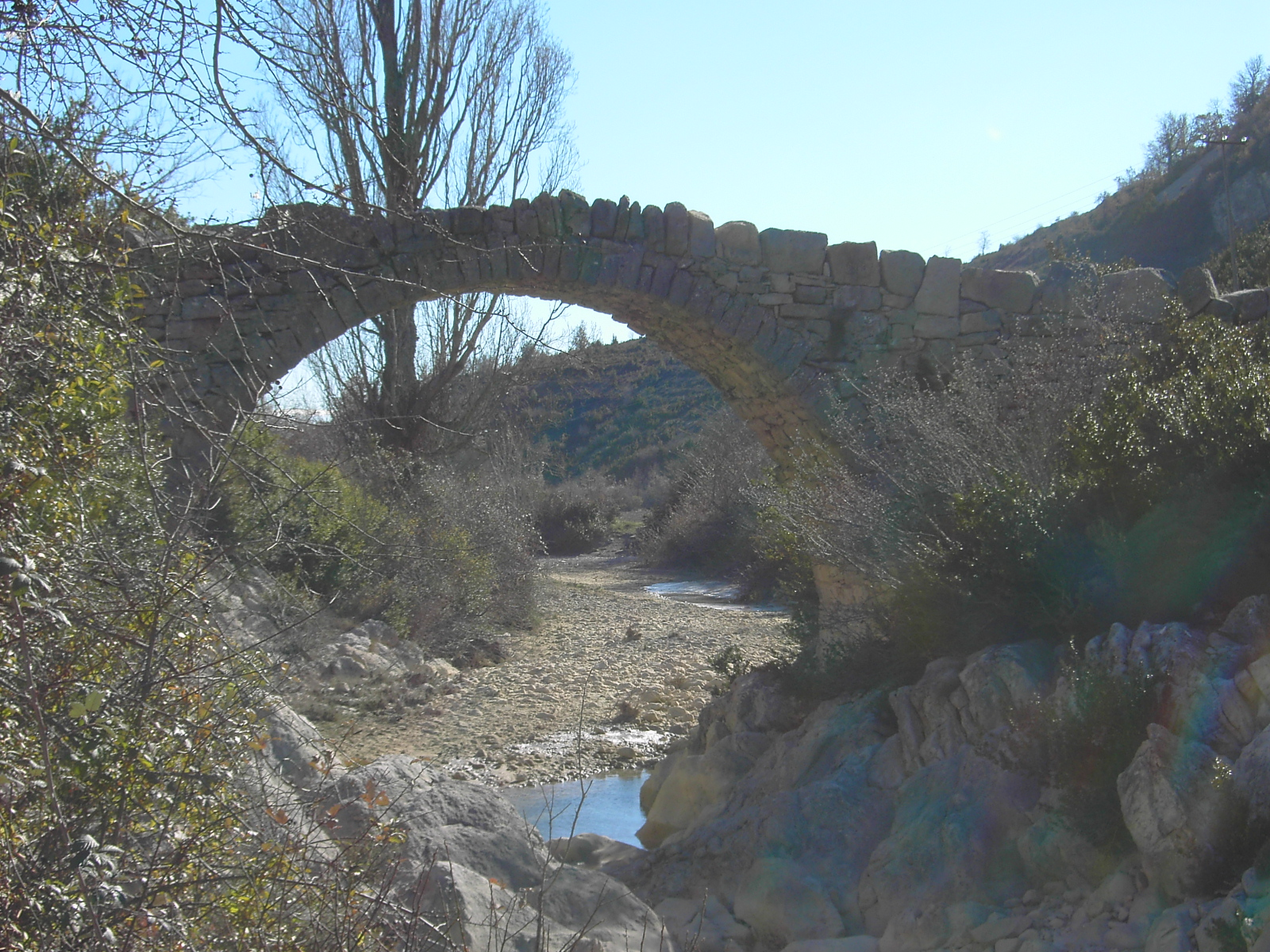
Puente sobre el río Vero en Sarsa de Surta, en el Sobrarbe.

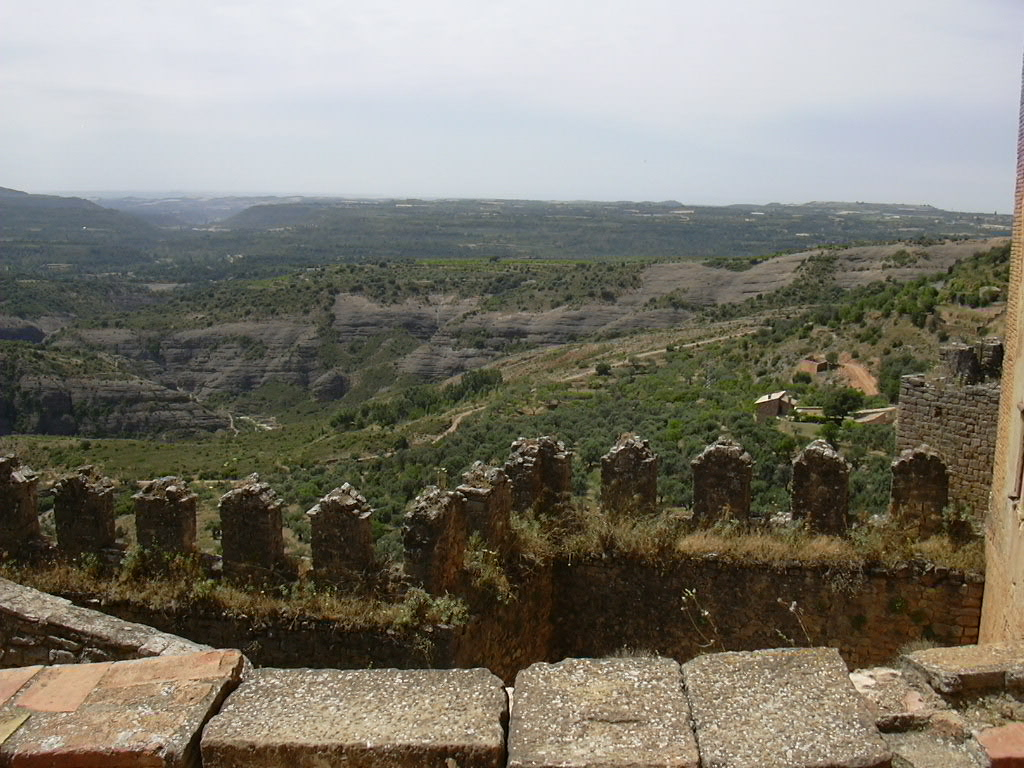
Vista del valle del Vero desde la Colegiata de Alquézar.

El río Vero es un río aragonés que nace fuera de las estribaciones orientales del parque natural de la sierra de Guara, de la confluencia (a unos 1000 m de altitud) del barranco de la Cereosa con el barranco Viñaza. El primero nace muy cerca, prácticamente a las afueras de El Pueyo de Morcat, municipio de Boltaña (provincia de Huesca), a unos 1.150 m s. n. m. mientras que el segundo baja por la falda occidental del monte Capramote, de 1300 m s. n. m.
El río, con una dirección norte-sur, se introduce en el parque natural de la Sierra y Cañones de Guara a la altura de Sarsa de Surta y sale por Alquézar. En sus primeros kilómetros el Vero y sus afluentes describen unos impresionantes cañones calcáreos, que constituyen unos de los más representativos fenómenos kársticos del parque natural de la Sierra y Cañones de Guara.

## Afluentes
El río Vero se forma a partir de la confluencia de los barrancos:
- Barranco de la Cereosa
- Barranco Viñaza

A partir de entonces, sus principales afluentes (en negrita los mayores) son:
| - Por la margen derecha: - Barranco de El Escorial - Barranco de Peña Espluga - Barranco de Pociviello - Barranco de Surta - Barranco Linar - Barranco del Pebre - Barranco de Santa María de la Nuez - Barranco de la Cercosa - Barranco de las Corralizas - Barranco de Talavera - Barranco de Vachellonas - Barranco Manzano - Barranco de Betorz - Barranco de Berrala - Barranco de Basender - Barranco de la Choca - Barranco de la Chimiacha - Barranco de Poyuela - Barranco de San Gregorio - Barranco de San Julián - Barranco de Lumero - Barranco Lacuarcos - Barranco del Molino de Adahuesca - Barranco de la Fuente - Barranco de la Alcantariella - Barranco Reguero - Barranco de Lagar - Arroyo Montaner - Barranco de Graseta - Barranco de Valcané - Barranco de Valforosa - Barranco de las Canaletas - Barranco del Boboral - Barranco de los Majuelos - Barranco de las Vals |  | - - Barranco de las Garitas - Barranco Valferreta - Barranco Valmayor - Barranco del Poyet - Barranco de los Alparraces - Barranco de Cantarigal - Barranco Valdemora - Por la margen izquierda: - Barranco de Santa Quiteria - Barranco del Gallinero - Barranco del Cagicar - Barranco Lafuente - Barranco de las Pilas - Barranco del Molinar - Barranco Ricallo - Barranco de los Huertos - Barranco el Lobón - Barranco del Chinibral - Barranco Paúles - Barranco de Argotín - Barranco Portiacha - Barranco del Trucho - Barranco de Lumos - Barranco Rosico o del Malpaso - Barranco de Barricolla - Barranco del Ramillar - Barranco de los Aguillos - Barranco de Vachimaña - Barranco del Cajigal - Barranco de la Artica - Barranco de Valsentiz - Barranco del Águila - Barranco de la Ramilla - Barranco de la Laberca |

## Municipios y pueblos próximos
| - Boltaña - El Pueyo de Morcat - Aínsa-Sobrarbe - Sarsa de Surta - Puente de Sarsa - Paúles de Sarsa - Bárcabo - Santa María de la Nuez - Almazorre - Bárcabo - Lecina - Colungo |  | - Alquézar - Alquézar - Santa María de Dulcis - Buera - Huerta de Vero - Azara - Pozán de Vero - Pozán de Vero - Castillazuelo - Castillazuelo - Barbastro - Barbastro |

## El Parque Cultural del río Vero
En 1998 se crea el Parque Cultural del río Vero que comprende los municipios de Bárcabo, Adahuesca, Alquézar, Colungo, Santa María de Dulcis, Pozán de Vero, Azara, Castillazuelo y Barbastro.
Se pueden destacar sus valiosos abrigos con Arte Rupestre prehistórico, conjuntos monumentales de arte medieval y monumentos de carácter religioso.
El arte rupestre de esta zona está declarado Patrimonio de la Humanidad y en este Parque pueden localizarse los tres estilos que existen actualmente en la Península.

## El Vero en los cañones de la sierra de Guara
El río Vero es conocido por adentrarse en profundos cañones de gran interés paisajístico a lo largo de su recorrido.

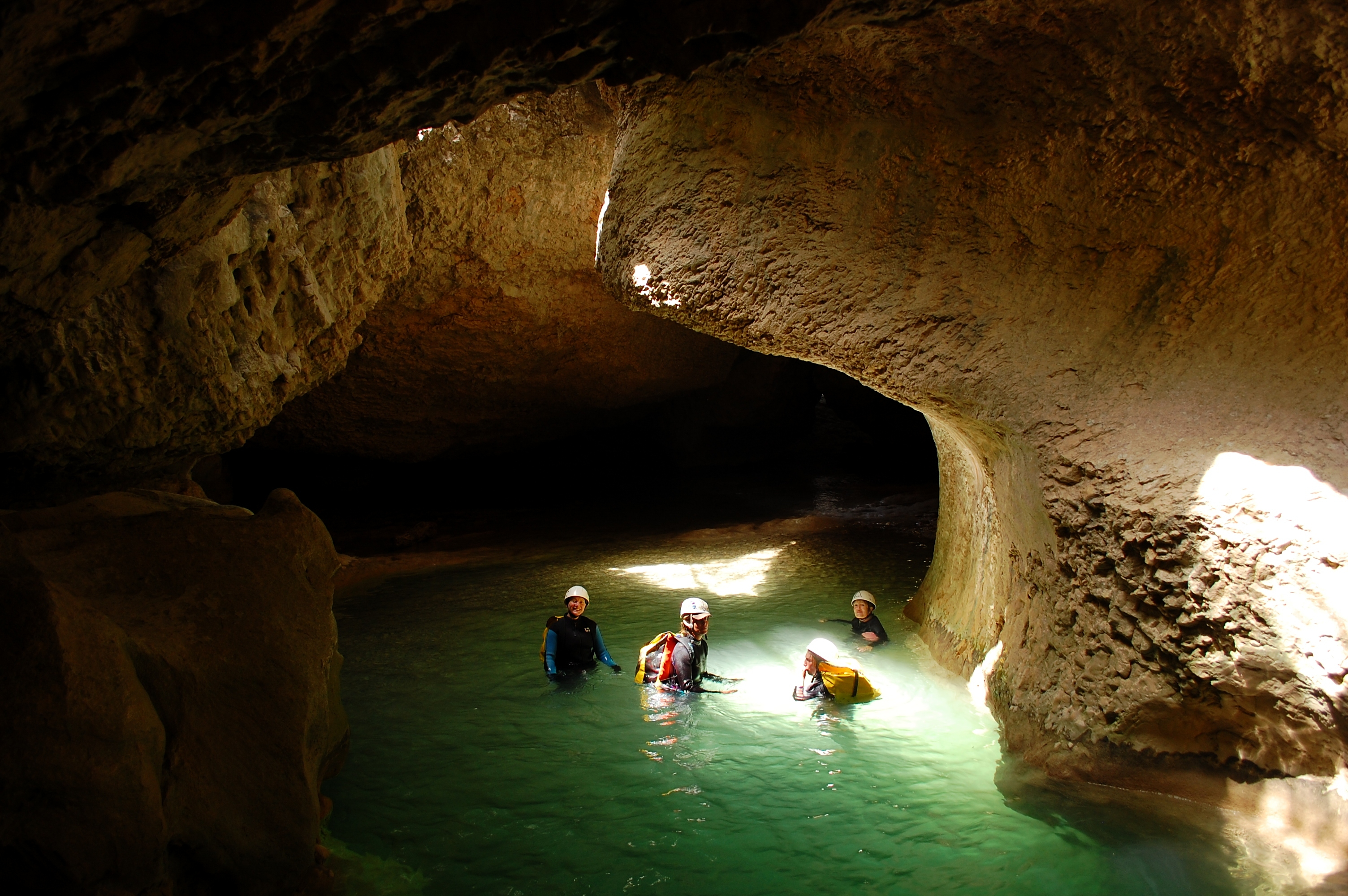
Río Vero en uno de los oscuros.

### Barranco del Vero
La ruta clásica empieza en el aparcamiento que hay muy cerca del pueblo de Lecina. A 5 minutos a pie, se encuentra una estación de aforo en el río con una pasarela que permite pasar al otro lado, justo antes del barranco del Vero. Apenas iniciado el descenso, se encuentra el molino de Lecina, en ruinas, seguido de la canalización y el azud que proporcionaban agua al molino. A 700 m, hay que cruzar el río y poco después se encuentra la desembocadura del barranco de Basender (o Cruciacha), a la derecha, que forma una curiosa cavidad en las paredes del río. En lo alto, se encuentra el abrigo de Lecina Superior, que alberga pinturas esquemáticas en rojo, negro y blanco. Un desvío lleva aguas abajo a la ermita de San Martín, donde confluye el barranco de la Choca, por la derecha. En este barranco se encuentran, en su cara norte, las cuevas prehistóricas de Barfaluy. La pared de roca está llena en este sector de abrigos naturales, los abrigos de Gallinero, en forma de cuevas o covachas en la roca, algunos de los cuales contienen pinturas prehistóricas.

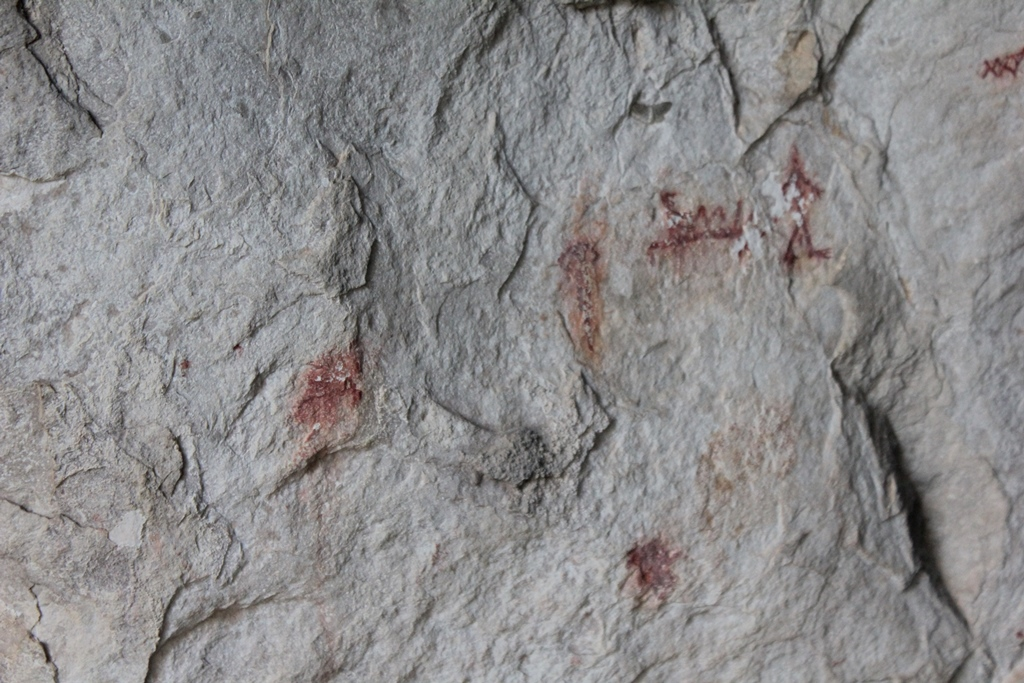
Pinturas rupestres en los abrigos de Barfaluy

Desde aquí es posible salir del río subiendo por el lado izquierdo del cauce hasta el Tozal de Mallata, ya que unos 500 más abajo se encuentra una zona llamada los Oscuros por la que ya no se puede seguir caminando. En esta zona se encuentra otro lugar de interés por el arte rupestre, los Abrigos de Mallata, a 800 m de altitud.
Una vez pasados los Oscuros, un caos de rocas amontonadas por el interior de las cuales pasa el agua, muy fría, se encuentra otro lugar por el que hay que nadar, las Clusas, badinas alargadas y pozas profundas que llegan hasta la confluencia del barranco de Chimiachas, por la derecha, donde se halla una bóveda de roca inmensa llamada La Cocineta.
El río avanza hundido entre acantilados coronados por tozales de 900 a 1000 m, unos 300 m por encima del cauce a través de un tramo abierto fácil de recorrer hasta un lugar conocido como la Visera o Peña Volada, una roca en forma de bóveda de más de 200 m de altura. Desde esta Bóveda se han ido desprendiendo bloques que han quedado sobre el río, formando cavidades por las que pasa el agua. A continuación, el río se abre y pasa bajo una peña vertical llamada Tozal del Vero, de unos 350 de altura, muy atrativo para los escaladores. Enseguida, aparece un segundo caos rocoso por badinas y pozas, y más adelante, un tercer caos con bastantes estrecheces antes de llegar al puente de Villacantal, donde acaba el barranco.

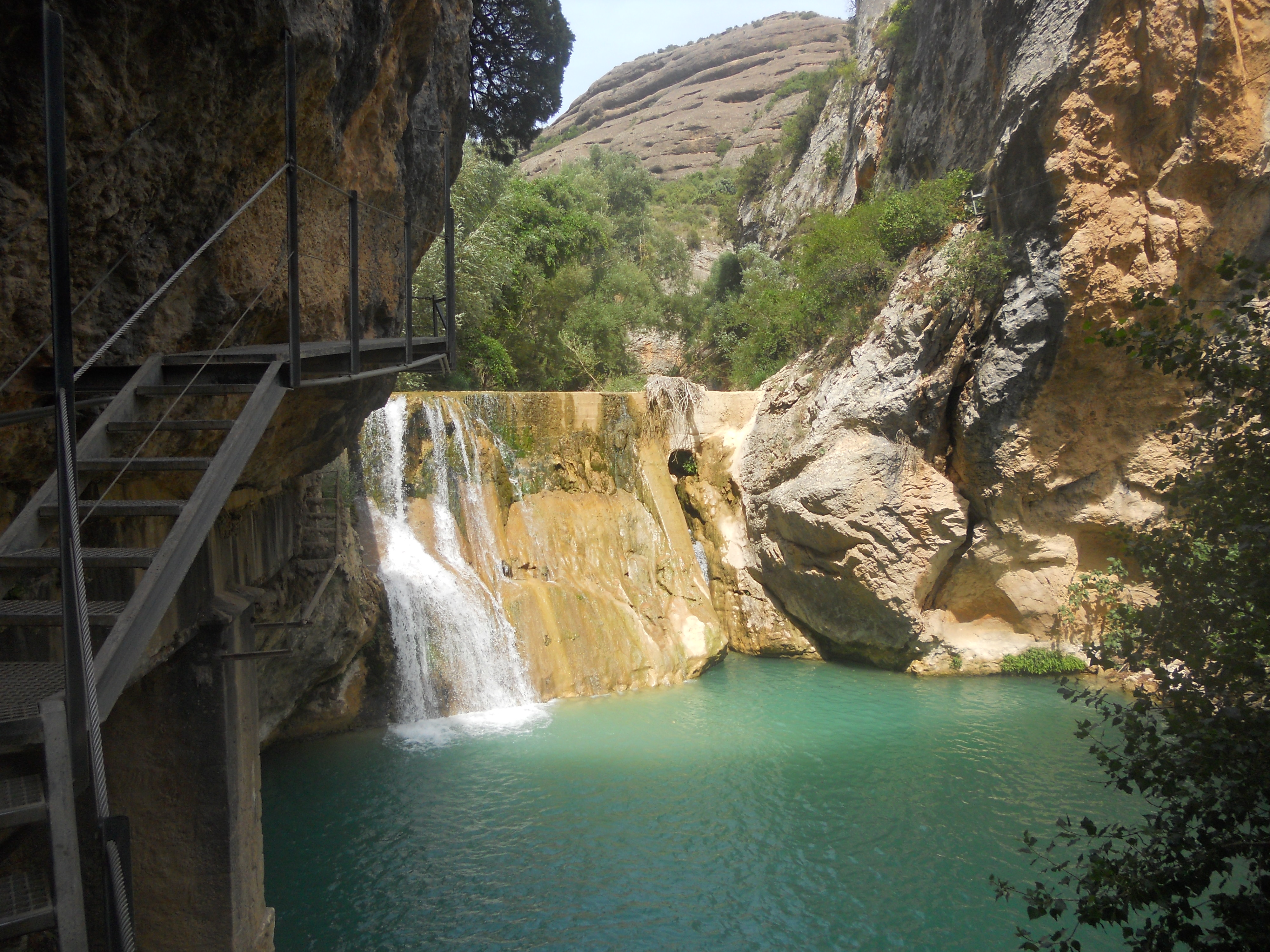
Pasarelas del Vero antes del salto de Molino, cerca de Alquézar.

### Pasarelas del Vero
Se trata de una ruta que se añade a la anterior, pero que está acondicionada para recorrer el barranco por medio de pasarelas desde el pueblo de Alquezar. El camino está perfectamente señalizado. Apenas salir del pueblo pasa entre la Peña Castibian y los Muros de la Colegiata, que encajonan el cauce. Las paredes del barranco están por lo general llenas de abrigos o cuevas causadas por la erosión del agua y el viento en la roca caliza. Las pasarelas descienden hasta el cauce del río pasando por el barranco de la Fuente. Al llegar al cauce, se puede visitar la Cueva de Picamartillo, desde donde habría que seguir por el agua o seguir por las pasarelas que forman un recorrido aéreo apoyadas en la pared del barranco. Después de la pasarela, un corto recorrido lleva al salto de la central de Alquezar, un azud diseñado para abastecer un molino harinero pero que se ha reconvertido en minicentral. Bajo el salto hay una gran piscina.
En un segundo tramo, las pasarelas llegan hasta la central eléctrica. Desde aquí se puede volver a Alquezar o seguir por un nuevo tramo de pasarelas ancladas a la pared de roca que terminan en un mirador por encima del valle. En total, no llega a los 2 km desde Alquezar. Desde aquí, se puede volver al pueblo por un camino de 900 m o bajar hasta el salto del Molino de Alquezar.

## Desembocadura

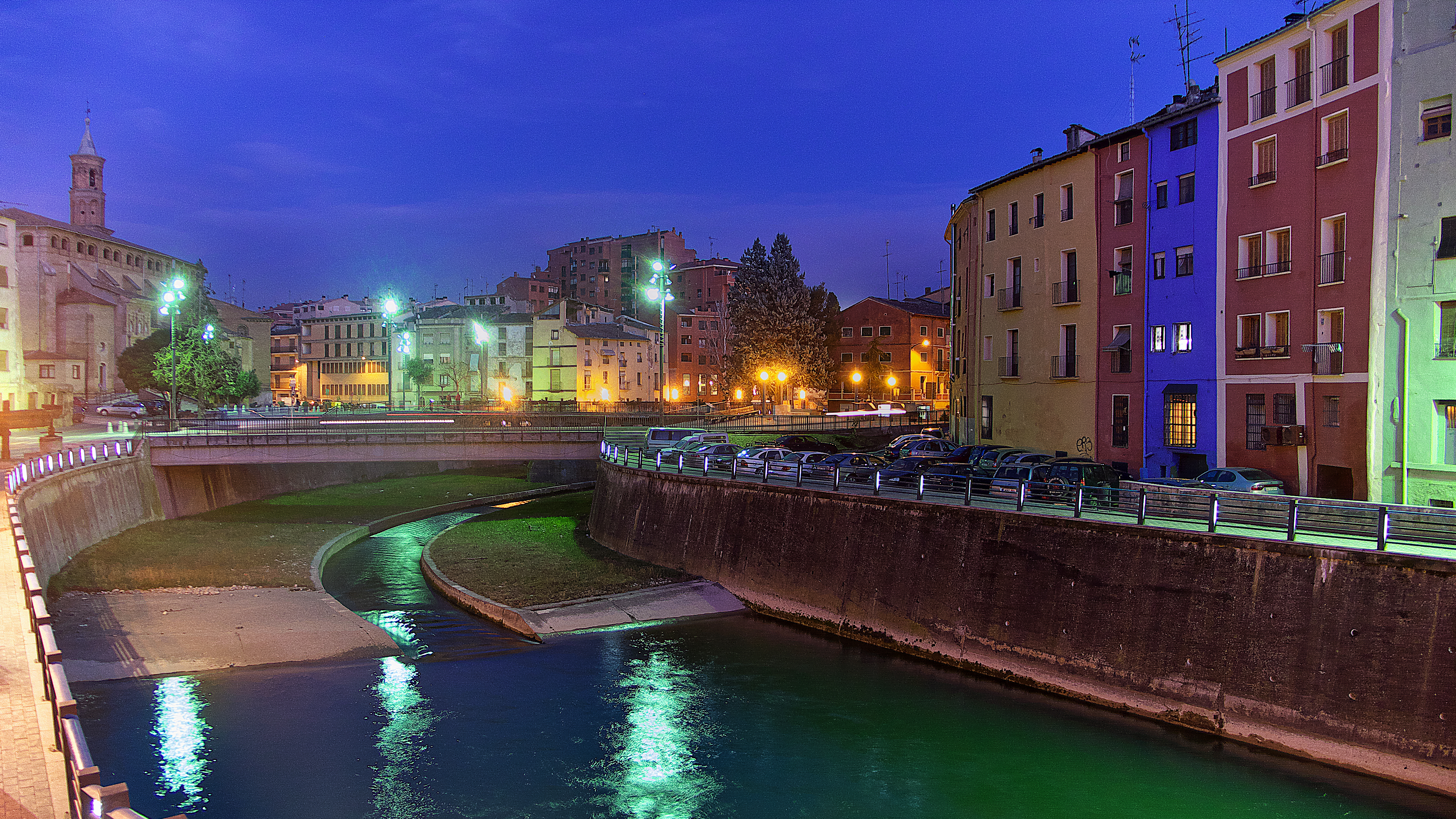
Río Vero a su paso por Barbastro

El río Vero atraviesa la ciudad de Barbastro y desemboca poco después en el río Cinca, en el paraje denominado "La Boquera". Entre Barbastro y la desembocadura (unos 3 km), el río presenta unos cuantos meandros divagantes antes de atravesar un umbral rocoso orientado de este a oeste, con escarpes monoclinales que "represan" ligeramente el agua en las épocas de crecida. A partir de este punto, el río se abre en un lecho amplio (casi 500 m) ligeramente inclinado hacia la orilla derecha debido a la pendiente natural del relieve. La desembocadura en el río Cinca, que también presenta un cauce muy amplio como corresponde a todos los ríos torrentosos que bajan de los Pirineos, es de anchura variable, desde unos 5 a 10 metros con vegetación propia de la zona en sus orillas, hasta unos 100 m en la planicie de inundación que se extiende por la orilla izquierda.